# Abram Aronovič Narodickij
Abram Aronovič Narodickij (Homel', 15 ottobre 1906 – Kiev, 12 aprile 2002) è stato un regista cinematografico sovietico.

## Filmografia (parziale)

### Regista
- Junost' poėta (1937)[1]
- Flagi na bašnjach (1958)